# Muska (amulet)
Muska je malý amulet obsahující kopii veršů z Koránu nebo jiných modliteb zabalených do kůže. Jeho účelem je chránit majitele před zlými vlivy nebo mu dopřát štěstí. Kopie modliteb je vložena do ozdobné trojúhelníkové dózy (většinou stříbrné nebo zlaté), která se nosí buď jako medailónek na krku nebo zavěšený na různých místech. 
Význam slova se odvozuje od tureckého slova “nüsha“ a znamená „opis“ .
Typ modlitby vložené do schránky se liší podle potřeby a většinou se týká předcházení nemocí, vyléčení nebo vymanutí se ze špatných vlivů a situací.
V Turecku je nejrozšířenější trojúhelníkový tvar musky, ale v ostatních islámských zemích jej můžete najít i ve tvaru čtverce nebo srdce.